# أندري بينجامين
أندري لورين بينجامين (بالإنجليزية: André 3000)‏ (ولد بتاريخ 27 مايو 1975)، معروف أيضا باسم أندري 3000، و سابقا باسم دري)، هو مغني راب أمريكي، منتج أسطوانات، مغن مؤلف وممثل، عرف في دوره في فرقة الهيب هوب المسماة OutKast مع المغني بيج بوا. كممثل، ظهر أندري في عدة أفلام ومسلسلات تلفزيونية، مثل كن رائعا (فيلم)، مسدس (فيلم)، الإخوة الأربعة (فيلم). إضافة إلى كل هذا فإن بينجامين مناصر لحقوق الحيوان.

## حياته
ولد بينجامين في مدينة أتلانتا، و هو الابن الوحيد للزوجين لورينس والكر و شارون بينجامين هودو، هو أمريكي أفريقي وأمريكي أصلي. ترعرع في جيورجيا وارتاد في صغره ابتدائية سارة سميث، ثم إعدادية ساتون، ثم ثانوية تري سيتي.

## سيرته المهنية كممثل
ظهر بينجامين في عدة أفلام وبرامج تلفزونية، مثل عائلات (مسلسل تلفزيوني)، الدرع (فيلم)، مسدس (فيلم)، و ظهر أيضا في فيلم شبكة شارلوت (فيلم 2006)، المقتبس من رواية شبكة شارلوت، كما ظهر صوته في مسلسل كارتون من إنتاج كرتون نتورك

### أفلامه
| السنة | الفيلم                            | الدور         | ملاحظات   |
| ----- | --------------------------------- | ------------- | --------- |
| 2003  | حادث قتل في هوليوود               | سيلك براون    |           |
| 2005  | كن لطيفا                          | دابو          |           |
| 2005  | أربعة إخوة                        | جيريميا ميرسر |           |
| 2005  | Volcano High                      | كيم يانغ سو   | الصوت فقط |
| 2005  | ريفولفر                           | آفي           |           |
| 2006  | OutKast: Idlewild                 | بيرسيفال      |           |
| 2006  | شبكة شارلوت                       | إليان الغراب  | الصوت فقط |
| 2006  | فيلم مخيف 4                       | جاك           |           |
| 2007  | كسر                               | جورج          |           |
| 2007  | معركة في سياتل                    | جانجو         |           |
| 2008  | سيمي برو                          | أدوار متعددة  |           |
| 2010  | The After Party: The Last Party 3 | هو نفسه       |           |
| 2013  | All Is By My Side                 | جيمي هندريكس  |           |

## روابط خارجية
- أندري بينجامين على موقع IMDb (الإنجليزية)
- أندري بينجامين على موقع الموسوعة البريطانية (الإنجليزية)
- أندري بينجامين على موقع قاعدة بيانات الأفلام العربية
- أندري بينجامين على موقع ألو سيني (الفرنسية)
- أندري بينجامين على موقع ميوزك برينز (الإنجليزية)
- أندري بينجامين على موقع رولينغ ستون (الإنجليزية)
- أندري بينجامين على موقع أول موفي (الإنجليزية)
- أندري بينجامين على موقع قاعدة بيانات الأفلام السويدية (السويدية)
- أندري بينجامين على موقع إن إن دي بي (الإنجليزية)
- أندري بينجامين على موقع أول ميوزيك (الإنجليزية)
- أندري بينجامين على موقع أول ميوزيك (الإنجليزية)